# Sollerömål
Sollerömål (soldmål) är ett dalmål som talas i Solleröns socken i övre Dalarna. Sollerömålet är ett ovansiljanmål och är således närmast besläktat med de övriga ovansiljanmålen såsom moramål, venjansmål, oremål, orsamål, våmhusmål och älvdalsmål. Av dessa ligger sollerömålet närmast moramålet, men det har även vissa drag gemensamt med dalmålen i Västerdalarna – inklusive malungsmålet.

## Fonologi

### Kvantitet och accent
I början av 1900-talet genomgick sollerömålet en kvantitetsomläggning, där äldre kortstaviga ord förlängdes och blev långstaviga. Flera uppteckningar av sollerömålet från början 1900-talet markerar ”halvlängd” i vokalen i gamla kortstaviga ord, vilket visar att vokalen inte ännu hade förlängts helt och hållet till långstavighet. Ordaccenten i dessa ord beskrevs dock alltjämt i dessa dialekter vara så kallad jämviktsaccent, det vill säga accent 2-prosodin såsom den realiseras i kortstaviga ord. Detta betyder att de gamla kortstaviga orden inte hade anammat ordaccenten för långstaviga ord. Lars Levander skriver exempelvis 1925 i Dalmålet:
| ” | ”[…] i betydande delar av Ov[an]Si[iljan] är kortstavigheten f. n. i försvinnande på så sätt, att vokalen får olika grader av halvlängd, i vissa trakter – mest utpräglat i Ve[njan], Soll[erön] och Ore – tenderande mot hellängd, detta allt emellertid under segt fasthållande av den för de kortstaviga orden egendomliga jämviktsaccenten.” | „ |

Även Ernst A. Meyer skriver 1937 i sin Die Intonation im Schwedischen att sollerömålets jämviktsaccent ”i fråga om det auditiva intrycket presenterar sig som en självständig accentform, jämfört med den vanliga grava accenten (accent 2).”
En studie av Gjert Kristoffersen från 2010, baserad på tre talare av sollerömål födda 1909, 1935 och 1949, visar att dessa talare har en fullt genomförd kvantitetsomläggning där gamla kortstaviga ord har samma stavelselängd som långstaviga. Däremot har de gamla kortstaviga orden utvecklat en tredje ordaccent, så att skåkå ’skaka’, stjinnä ’skinnet’ och simma alla har samma stavelselängd, men skilda ordaccenter.

## Grammatik

### Substantiv
Sollerömålet har i likhet med andra dalmål tre genus i substantiven: maskulinum, femininum och neutrum. Det har också en skild dativform i bestämd form, medan ackusativen har sammanfallit med nominativen. Dativen är emellertid ovanlig i språket hos dem födda efter cirka 1950.
Genitiv uttrycks genom att foga ändelsen -as till bestämd form dativ, till exempel kallimas kelingg ’mannens fru’. På yngre mål fogas ändelsen även ibland direkt på nominativen: kallnas. För inanimata substantiv brukas dock främst omskrivning med preposition eller sammansättning: tatjä å fjosi ’taket på ladugården’ eller fjostatjä. Om ägarordet är en person kan det även stå efterställt i dativ för att uttrycka ägande: biln prässtim ’prästens bil’ eller ätto kullun ’flickans hätta’, som då blir likvärdigt med prässtimas bil och kullunas ätta.
|           | Singular     | Singular      | Plural        | Plural        |
| obest.    | best.        | obest.        | best.         |               |
| Nominativ | kall rakk(ä) | kalln rakkan  | kallär rakkär | kallär rakkär |
| Dativ     | —            | kallim rakkam | —             | kallum rakkum |

|           | Singular        | Singular          | Plural           | Plural           |
| obest.    | best.           | obest.            | best.            |                  |
| Nominativ | kelingg kull(a) | kelingdji kullo   | kelinggär kullor | kelinggär kullor |
| Dativ     | —               | kelingdjän kullon | —                | kelinggum kullum |

|           | Singular | Singular | Plural | Plural |
| obest.    | best.    | obest.   | best.  |        |
| Nominativ | fjos     | fjosä    | fjos   | fjos   |
| Dativ     | —        | fjosi    | —      | fjosum |

### Verb
Verben i sollerömålet böjs, likt många andra ovansiljanmål, efter person i plural.
| numerus    | singular       | plural  | plural  | plural |
| person     | i, du an, o, ä | vir     | ir      | dämm   |
| presens    | sömär          | sömum   | sömir   | söm(a) |
| preteritum | sömät          | sömätum | sömetir | sömät  |